# Kevin Churko
Kevin Gregory Churko (ur. 19 stycznia 1968 w Moose Jaw) – kanadyjski muzyk i kompozytor, multiinstrumentalista, a także producent muzyczny i inżynier dźwięku. Trzykrotny laureat nagrody Juno. Kevin Churko współpracował m.in. z takimi wykonawcami jak: Ringo Starr, Ozzy Osbourne, In This Moment, Five Finger Death Punch, Slash, Hellyeah oraz Papa Roach.
Jego syn Kane Churko, również jest producentem muzycznym.

## Dyskografia
| Album                                         | Rok  | Uwagi                                                                        | Źródło |
| --------------------------------------------- | ---- | ---------------------------------------------------------------------------- | ------ |
| Britney Spears – Oops!...I Did It Again       | 2000 | programowanie, edycja cyfrowa                                                | [ 3 ]  |
| Céline Dion – A New Day Has Come              | 2002 | programowanie, edycja cyfrowa                                                | [ 4 ]  |
| Ozzy Osbourne – Black Rain                    | 2007 | produkcja muzyczna, miksowanie, mastering, współautor muzyki                 | [ 5 ]  |
| Ozzy Osbourne – Scream                        | 2010 | produkcja muzyczna, miksowanie, mastering, współautor muzyki                 | [ 6 ]  |
| Five Finger Death Punch – American Capitalist | 2011 | inżynieria dźwięku, miksowanie, mastering, koprodukcja muzyczna              | [ 7 ]  |
| In This Moment – Blood                        | 2012 | produkcja muzyczna, miksowanie, mastering, współautor muzyki                 | [ 8 ]  |
| In This Moment – Black Widow                  | 2014 | produkcja muzyczna, miksowanie, mastering, edycja cyfrowa, współautor muzyki | [ 9 ]  |
| Papa Roach – F.E.A.R.                         | 2015 | produkcja muzyczna, miksowanie, mastering, współautor muzyki                 | [ 10 ] |

## Nagrody i wyróżnienia
| Rok  | Kategoria                      | Tytułem                                                                              | Nagroda     | Nota      | Źródło |
| ---- | ------------------------------ | ------------------------------------------------------------------------------------ | ----------- | --------- | ------ |
| 2008 | Recording Engineer Of The Year | Kevin Churko (Ozzy Osbourne – "I Don’t Wanna Stop" /"God Bless The Almighty Dollar") | Juno Awards | Laureat   | [ 11 ] |
| 2011 | Recording Engineer Of The Year | Kevin Churko (Ozzy Osbourne – "Let It Die")                                          | Juno Awards | Laureat   | [ 12 ] |
| 2011 | Recording Engineer Of The Year | Kevin Churko (Ozzy Osbourne – "Life Won't Wait")                                     | Juno Awards | Laureat   | [ 12 ] |
| 2013 | Recording Engineer Of The Year | Kevin Churko, Kane Churko (In This Moment - "Blood")                                 | Juno Awards | Nominacja | [ 2 ]  |
| 2013 | Recording Engineer Of The Year | Kevin Churko, Kane Churko (Five Finger Death Punch - "Coming Down")                  | Juno Awards | Nominacja | [ 2 ]  |
| 2013 | Producer Of The Year           | Kevin Churko, Kane Churko (In This Moment - "Blood")                                 | Juno Awards | Nominacja | [ 2 ]  |
| 2013 | Producer Of The Year           | Kevin Churko, Kane Churko (In This Moment - "Adrenalize")                            | Juno Awards | Nominacja | [ 2 ]  |